# Distrito de Montevideo
El distrito de Montevideo, históricamente llamado San Ildefonso de los Chilchos es uno de los veintiuno que conforman la provincia de Chachapoyas, ubicada en el departamento de Amazonas en el Norte del Perú.
Limita por el Norte con el distrito de Mariscal Castilla; por el Noreste con la provincia de Rodríguez de Mendoza; por el Sur con el distrito de Leimebamba y el departamento de San Martín y; por el Oeste con la provincia de Luya.

## Historia
El distrito fue creado el 3 de noviembre de 1933 mediante Ley N.º 7877, en el gobierno del Presidente Óscar R. Benavides.

## Geografía
Abarca una superficie de 119.01 km²  y tiene una población estimada mayor a 900 habitantes. Su capital es el centro poblado de Montevideo.

## Cultura

### Fiestas Locales

#### Fiesta de San Ildefonso
Se celebra el día 23 de enero en honor al santo patrón de Montevideo. 

#### Fiesta de la Virgen de la Candelaria
Se celebra el día 2 de febrero.

## Autoridades

### Municipales
- 2023 - 2026[2]
  - Alcaldesa: Mileny Tello Miranda, del Movimiento Regional Victoria Amazonense.